# Glesborg
Glesborg er en by på Djursland med 579 indbyggere  (2024), beliggende 20 km nordøst for Ryomgård, 48 km øst for Randers, 10 km sydvest for Gjerrild og 16 km nordvest for kommunesædet Grenaa. Byen hører til Norddjurs Kommune og ligger i Region Midtjylland. Glesborg var kommunesæde for Nørre Djurs Kommune 1970-2006.
Glesborg hører til Glesborg Sogn. Glesborg Kirke ligger i byen.

## Faciliteter
Børneby Glesborg består af skole med 103 elever, fordelt på 0.-6. klassetrin, SFO for alle klassetrin med 67 børn og børnehave med plads til 50 børn, heraf højest 10 vuggestuebørn. Børnebyen har 28 ansatte, heraf 10 lærere.
Nørre Djurs Hallen har stor og lille hal, multisal og mødelokale. Den benyttes af håndboldklubben Nørre Djurs HK, som også står for motionscentret.
Glesborg Forsamlingshus er opført i 1935. Det har en stor og en lille sal og drives af Glesborg Borgerforening, som også står for byflag og flagalle.
Glesborg Plejecenter er bygget i 2010-11. Det består af 4 huse, der hver har 15 lejligheder på 38 m² med egen terrasse og udgang til husets fællesareal og atriumhave.
Glesborg har to dagligvareforretninger, pizzeria, lægehus og frisør.

## Historie
I 1901 beskrives Glesborg således: "Glæsborg med Kirke, Skole, Lægebolig, Kro, Markedsplads (Marked i Apr. og Sept.) og Telefonst.". Målebordsbladene viser desuden et jordemoderhus, det lave målebordsblad tillige et mejeri.

### Gjerrildbanen
Glesborg fik jernbanestation på Gjerrildbanen, der blev åbnet fra Ryomgård til Gjerrild i 1911, forlænget fra Gjerrild til Grenaa i 1917 og nedlagt i 1956. For ikke at føre banen op til Glesborg, der ligger 50 m o.h., blev stationen placeret 2½ km mod nord ved landsbyen Hemmed, der ligger 23 m o.h. nede i Treå-dalen. Stationen havde 90 m krydsnings-/læssespor med kvægfold. Fra hovedsporet førte et 200 m langt stikspor til banens grusgrav.
4 km nordvest for stationen lå Bønnerup Strand, hvis fiskere nu fik mulighed for at afsætte deres fisk med jernbanen. Når der var marked i Glesborg, indsatte banen særtog mellem Ryomgård og Glæsborg Station.
Stationsbygningen er bevaret på Hemmedvej 21. "Gjerrildstien", der er grusbelagt, følger banens tracé på 7½ km med små afbrydelser på tilsammen knap 1 km mellem Hemmed Møllevej og Stendyssevej i Stenvad og på 5 km mellem Hemmed Kirkevej og Stokkebro i Gjerrild.

### Stationsbyen
Glesborg havde 350 indbyggere ved banens start. Hemmed havde ca. 50, men nød godt af at være Glesborgs stationsby. I slutningen af 1940'erne havde den 140 indbyggere, og der var opført forsamlingshus, brugsforening og fryseboks. Den havde flere håndværkere og handlende, bl.a. frisør og slagter.